# Tyler, the Creator
Tyler Gregory Okonma (sinh ngày 6 tháng 3 năm 1991), hay còn được biết đến với nghệ danh Tyler, the Creator là rapper, nhà sản xuất âm nhạc, đạo diễn, diễn viên và nhà thiết kế thời trang người Mỹ. Tyler được giới phê bình nhận định là một trong những nhân vật có tầm ảnh hưởng lớn đến văn hóa đại chúng trong thời đại mới nhờ vào phong cách âm nhạc - thời trang độc đáo, đa dạng và đầy màu sắc. Nam nghệ sĩ cũng góp phần đưa nhạc rap trở thành "hiện tượng internet" bên cạnh những thể loại âm nhạc alternative khác trong những năm 2010s.
Tyler dần nổi tiếng trên internet vào cuối những năm 2000 với tư cách là đồng sáng lập và là trưởng nhóm của nhóm nhạc hip-hop Odd Future. Dưới vai trò là rapper, nhà sản xuất, đạo diễn kiêm diễn viên, anh đã đồng sản xuất, phất hành các album phòng thu của nhóm và cùng các thành viên của nhóm tham gia chương trình hài tạp kỹ mang tên Loiter Squad. Bên cạnh hoạt động cùng Odd Future, Tyler cũng dần phát triển sự nghiệp nghệ thuật của bản thân bằng việc phát hành mixtape Bastard (2009) và cho ra mắt album phòng thu đầu tay Goblin (2011) giúp tên tuổi anh được biết đến rộng rãi, nổi bật là đĩa đơn và MV bài hát "Yonkers" trong album. Trong giai đoạn này, Tyler đối mặt với nhiều tranh cãi trên các phương tiện truyền thông vì âm nhạc mang hơi hướng kinh dị, nội dung bạo lực, tội phạm và xuyên tạc.
Sau khi phát hành album phòng thu thứ hai, Wolf (2013), Tyler bất đầu thay đổi xu hướng âm nhạc, chuyển dần sang những thể loại dễ tiếp cận hơn như jazz, soul và R&B sau khi phát hành album Cherry Bomb (2015). Vào 2017, Tyler phát hành album Flower Boy - sản phẩm đầu tiên nằm trong chuỗi các album thành công về mặt thương mại và nội dung được phát hành sau đó: Igor (2019) và Call Me If You Get Lost (2021). Chuỗi album này nhận được những đánh giá rất tích cực từ giới phê bình và đạt được nhiều giải thưởng lớn, bao gồm 2 giải Grammy cho Igor và Call Me If You Get Lost lần lượt vào các năm 2020 và 2022. Album phòng thu thứ tám của nam nghệ sĩ, Chromakopia (2024), ra mắt ở vị trí số một với doanh số tuần đầu cao nhất trong sự nghiệp của mình. Album phòng thu thứ chín, Don't Tap the Glass, được phát hành bất ngờ vào ngày 21 tháng 7 năm 2025, gần chín tháng sau khi Chromakopia ra mắt.
Bên cạnh các sản phẩm âm nhạc, Tyler cũng ghi dấu ấn trong làng thời trang qua việc thành lập các thương hiệu quần áo Golf Wang và Le Fleur, cũng như hợp tác với nhiều thương hiệu lớn như Lacoste, Converse hay Louis Vuitton. Tyler cũng là người sáng lập của lễ hội âm nhạc thường niên Camp Flog Gnaw Carnival (viết ngược của Camp Golf Wang) được tổ chức lần đầu vào 2012 với sự tham gia biểu diễn của nhiều nghệ sĩ lớn trong ngành như Kanye West, Drake, Kendrick Lamar, Lana Del Rey, Billie Eilish... Anh cũng đạo diễn hầu hết các video ca nhạc và quảng cáo trong suốt sự nghiệp của mình dưới bút danh Wolf Haley.
Tyler đã giành được hai giải Grammy, ba giải BET Hip Hop Awards, một giải BRIT Award, và một giải MTV Video Music Award. Vào 2019, nam nghệ sĩ được vinh danh là "Nhà sáng tạo Âm nhạc của năm" (Music Innovator of the Year) bởi tờ Wall Street Journal.

## Cuộc đời
Tyler Gregory Okonma sinh ngày 6 tháng 3 năm 1991 tại Hawthorne, California, có cha là người Nigeria gốc Igbo và mẹ là người Mỹ gốc Phi - Canada. Anh chưa từng gặp cha mình lần nào trong đời. Tyler lớn lên tại Hawthorne rồi chuyển đến Ladera Heights vào năm 17 tuổi. Năm lên 7, anh đã lấy bìa đĩa CD và tự cắt ghép bìa đĩa thành album của riêng mình theo trí tưởng tượng, thậm chí lên cả danh sách và độ dài các bài hát. Năm 14 tuổi, anh tự học chơi piano. Suốt 12 năm đi học, anh đã theo học tại 12 ngôi trường khác nhau ở Los Angeles và Sacramento. Năm lớp 8, Tyler tham gia lớp nhạc kịch và bị đuổi do quá "tăng động". Năm lớp 9, Tyler không được tham gia vào ban nhạc của lớp do không biết đọc nhạc. Anh từng làm việc tại FedEx và Starbucks trong khoảng thời gian ngắn ngủi. Tyler lấy nghệ danh hiện tại từ trang mạng xã hội MySpace mà anh dùng để đăng tải những ý tưởng sáng tạo của mình.

## Sự nghiệp

### 2007–2011: Odd Future,Bastard, vàGoblin

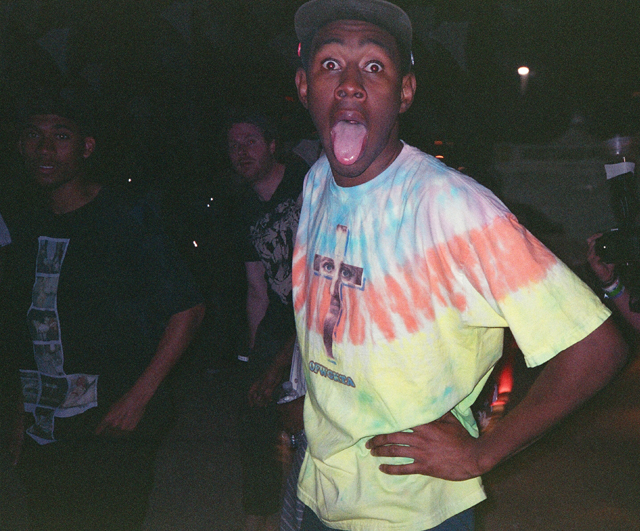
Okonma vào tháng 4 năm 2011.

Tyler là người đồng sáng lập của nhóm hip-hop Odd Future vào năm 2007 cùng các thành viên Hodgy, Left Brain và Casey Veggies. Nhóm phát hành mixtape đầu tay "The Odd Future Tape" vào tháng 11 năm 2008. Vào ngày 25 tháng 12 năm sau, Tyler phát hành mixtape solo đầu tiên với tựa đề Bastard. Mixtape sau đó được trang Pitchfork Media xếp thứ 32 trong danh sách các Album hàng đầu năm 2010. Vào 11 tháng 2 năm 2011, Tyler cho ra mắt MV ca khúc "Yonkers". MV đã thu hút sự chú ý của nhiều phương tiện truyền thông. Phiên bản mở rộng của ca khúc đã được phát hành trên nền tảng iTunes. Tyler đã giành được giải thưởng "Nghệ sĩ mới xuất sắc" (Best New Artist) cho "Yonkers" tại lễ trao giải MTV Video Music Awards 2011. Nội dung chính của hai dự án solo đầu tay này đã được người hâm mộ và báo chí xếp vào thể loại "kinh dị" (horrorcore), dù Tyler kịch liệt bác bỏ điều này.
Đầu năm 2011, Tyler thu hút được sự chú ý của một số nhân vật nổi tiếng trong ngành công nghiệp âm nhạc như Steve Rifkind, Jimmy Iovine, Rick Ross và Jay-Z. Tyler cùng các thành viên của Odd Future ký hợp đồng với Red Distribution/Sony vào tháng 4 năm 2011. Album phòng thu đầu tay của anh, Goblin, ra mắt vào ngày 10 tháng 5 năm 2011. Tyler và thành viên Hodgy Beats của Odd Future lần đầu biểu diễn trên sóng truyền hình với bài hát "Sandwitches" trên show Late Night with Jimmy Fallon vào ngày 16 tháng 2 năm 2011. Trong cuộc phỏng vấn với Tyler, rapper Waka Flocka Flame bày tỏ mong muốn được hợp tác với thủ lĩnh Odd Future nhằm sản xuất một MV ca nhạc cho nam rapper. Đầu năm 2011, Tyler thông báo tới người hâm mộ kế hoạch ra mắt album thứ hai, Wolf cùng chương trình truyền hình của riêng nhóm với tựa đề Loiter Squad trên nền tảng mạng xã hội Formspring.

### 2012–2014:WolfvàLoiter Squad
Show truyền hình Loiter Squad của Odd Future được ra mắt trên kênh Adult Swim và 25 tháng 3 năm 2012, kéo dài ba mùa với sự góp mặt của các khách mời là những nhân vật nổi tiếng như Johnny Knoxville, Lil Wayne và Seth Rogen. Vào 2015, Tyler nói rằng show truyền hình này "không còn nữa". Vào 14 tháng 2 năm 2013, Odd Future đăng tải một video lên trang YouTube của nhóm, gồm phân cảnh thành viên L-Boy nhảy dù và thông báo album Wolf sẽ được phát hành vào ngày 2 tháng 4 cùng năm. Cũng trong hôm đó, Tyler đã đăng tải 3 phiên bản bìa album trên Instagram cá nhân.

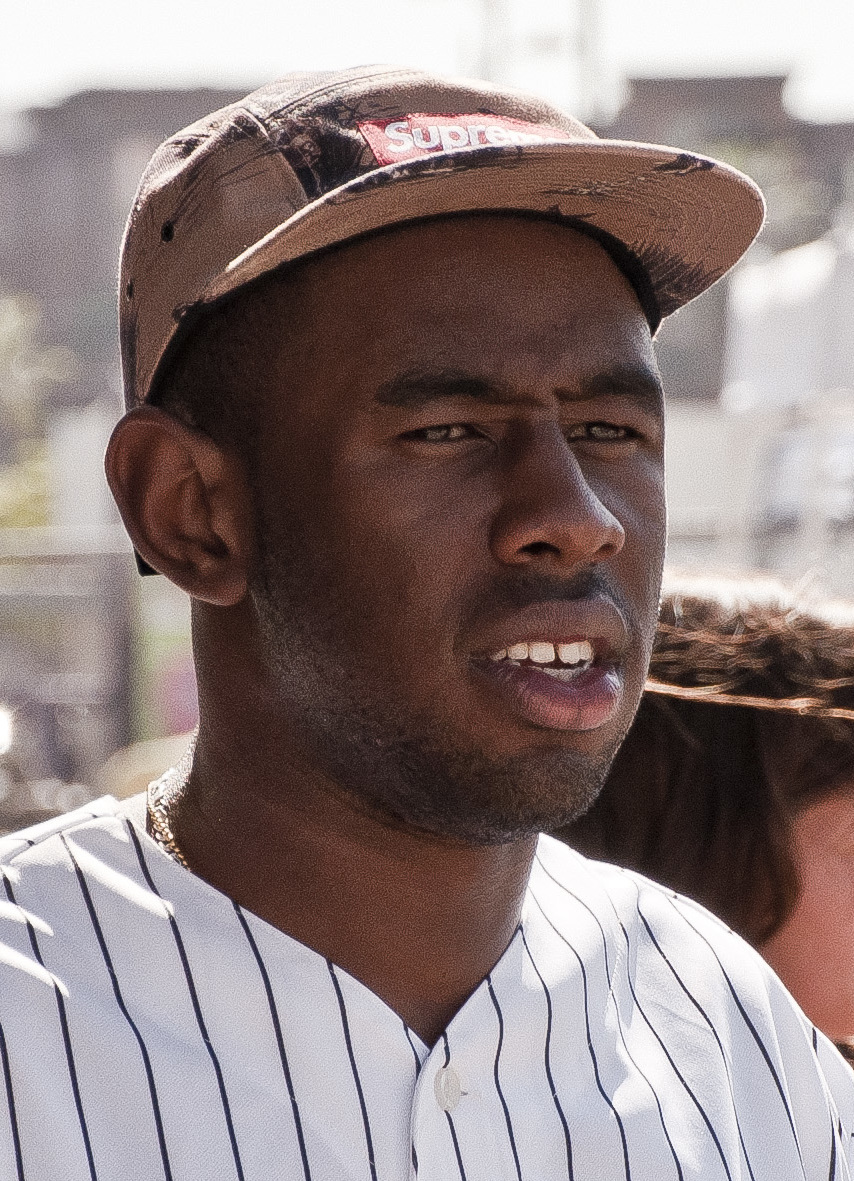
Tyler vào tháng 9 năm 2012.

Để quảng bá cho Wolf, Tyler đã góp mặt trong một số sản phẩm của các nghệ sĩ khác như "Trouble on My Mind" của rapper Pusha T, "Martians vs. Goblins" của rapper The Game, "I'ma Hata" của DJ Drama, ca khúc chủ đề trong album No Idols của rapper Domo Genesis (thành viên Odd Future) kết hợp cùng producer The Alchemist, và "Blossom & Burn" của Trash Talk. Tyler cũng đồng sản xuất bài hát "666" trong album thứ ba, Numbers của nhóm nhỏ MellowHype.
Trong suốt tháng 3 và tháng 4 của năm 2013, Tyler đã lưu diễn tại Bắc Mỹ và Châu Âu. Đĩa đơn đầu tiên của album, "Domo23", được trình làng vào ngày 14 tháng 2 năm 2013 kèm MV ca nhạc có sự góp mặt của các thành viên Domo Genesis, Earl Sweatshirt, Jasper Dolphin và Taco Bennett. Vào 26 tháng 2 năm 2013, Tyler đã trình diễn các bài hát "Domo23" và "Treehome95" trên show Late Night with Jimmy Fallon.
Wolf chính thức được phát hành vào ngày 2 tháng 4 năm 2013 bởi hãng đĩa Odd Future Records và RED Distribution thuộc Sony Music Entertainment. Album có sự xuất hiện của các nghệ sĩ khách mời Frank Ocean, Mike G, Domo Genesis, Earl Sweatshirt, Left Brain, Hodgy Beats, Pharrell, Casey Veggies và Erykah Badu. Một mình Tyler sản xuất toàn bộ các ca khúc của album ngoại trừ track nhạc cuối cùng, "Lone". Bên cạnh đĩa đơn chủ đạo "Domo23", MV ca nhạc của "Bimmer", "IFHY" và "Jamba" cũng được ra mắt.
Sau khi phát hành, album đã nhận về nhiều đánh giá tích cực và đạt vị trí thứ ba trên bảng xếp hạng Billboard 200. Album đã bán được 90.000 bản trong tuần đầu tiên.
Vào ngày 31 tháng 1 năm 2014, có nguồn tin cho rằng Tyler đang hợp tác cùng nam nghệ sĩ Mac DeMarco.

### 2015–2016:Cherry Bomb

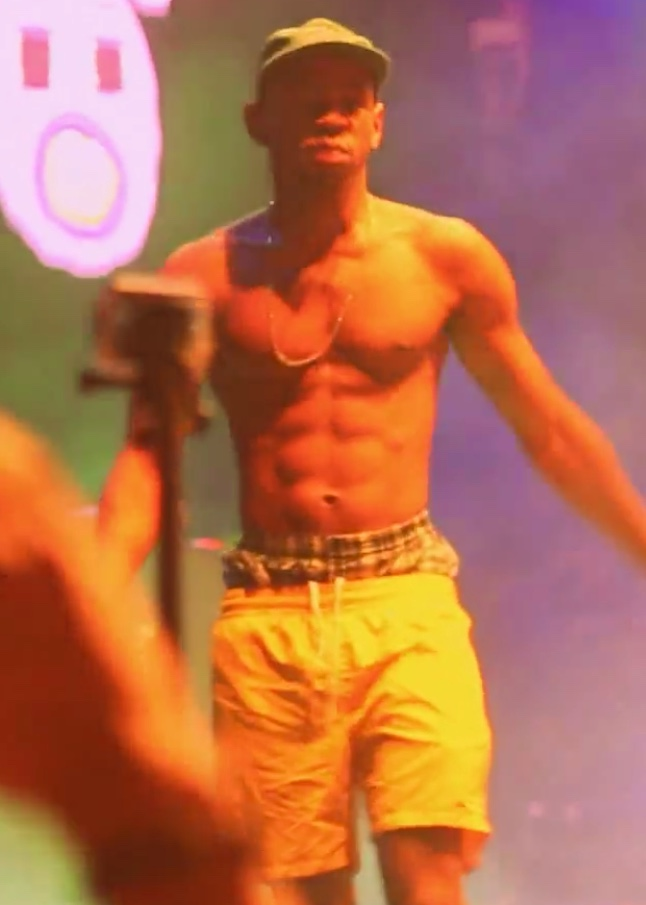
Tyler trình diễn Cherry Bomb tại Moscow, Nga vào tháng 8 năm 2015.

Vào ngày 9 tháng 4 năm 2015, Tyler phát hành MV âm nhạc cho bài hát "Fucking Young" trên kênh YouTube của Odd Future. Video còn bao gồm phân đoạn ngắn bài hát "Deathcamp". Cùng ngày, Tyler thông báo các bài hát trên sẽ nằm trong album sắp tới của anh, có tựa đề Cherry Bomb. Album dự kiến phát hành vào ngày 13 tháng 4 năm 2015. Trên trang Twitter của mình, Tyler cho biết album sẽ có sự góp mặt của Charlie Wilson, Chaz Bundick và Cole Alexander. Hai ngày sau, Tyler biểu diễn "Fucking Young" và "Deathcamp" lần đầu tiên tại Lễ hội âm nhạc Coachella. Trong suốt màn biểu diễn, Tyler đặc biệt chỉ trích các khán giả VIP, bao gồm cả nhiều người nổi tiếng vì sự thiếu nhiệt tình của họ.
Cherry Bomb được phát hành trực tuyến vào ngày 13 tháng 4 năm 2015 bởi hãng đĩa Odd Future Records, trong đó bản đĩa vật lý với năm bìa đĩa khác nhau được ấn định phát hành vào ngày 28 tháng 4 năm 2015. Album có sự góp mặt của các nghệ sĩ nổi tiếng như Kanye West, Lil Wayne và Schoolboy Q. Chuyến lưu diễn vòng quanh thế giới qua Bắc Mỹ, Châu Âu và Châu Á, khởi đầu tại Lễ hội Coachella vào ngày 11 tháng 4 năm 2015 và kết thúc tại Tokyo, Nhật Bản vào tháng 9 năm 2015 cũng giúp quảng bá album. Tyler đã hủy bỏ chuyến lưu diễn Cherry Bomb World Tour tại Úc sau chiến dịch của tổ chức Collective Shout nhằm cấm anh quay trở lại Úc do họ cho rằng âm nhạc của anh cổ súy bạo lực đối với phụ nữ.
Vào 26 tháng 8 năm 2015, Tyler cho biết anh đã bị cấm nhập cảnh vào Vương quốc Anh trong vòng 3 tới 5 năm, buộc anh phải hủy bỏ kế hoạch lưu diễn quảng bá cho album Cherry Bomb. Quản lý của Tyler, Christian Clancy cho biết họ nhận được thông báo về lệnh cấm qua lá thư từ Bộ trường Bộ Nội vụ nước Anh lúc bấy giờ là bà Theresa May. Lý do của lệnh cấm xuất phát từ phần lời của mixtape Bastards được anh ra mắt vào năm 2009, dù Tyler đã lưu diễn nhiều lần ở Anh kể từ khi mixtape được phát hành. Tyler sau đó cho biết mình bị đối xử như "quân khủng bố" và ẩn ý rằng lệnh cấm có liên quan tới vấn đề chủng tộc, rằng "họ không thích việc con cái họ thần tượng một người da màu".

### 2017–2018:Flower Boy,truyền hình vàWANG$AP
Vào ngày 8 tháng 4 năm 2017, nam nghệ sĩ Frank Ocean đã phát hành ca khúc có tựa đề "Biking" qua chương trình phát thanh "Blonded Radio" trên kênh Beats 1 (nay là Apple Music 1) với sự góp giọng của Tyler, the Creator và Jay-Z. Tám ngày sau, có thông tin cho biết Tyler sẽ viết, sản xuất và trình bày ca khúc chủ đề cho chương trình mới của nhà khoa học Bill Nye có tựa đề "Bill Nye Saves the World".
Vào 28 tháng 6, trailer show truyền hình Nuts + Bolts của Tyler được đăng tải trên Viceland. Show tập trung vào những điều Tyler hứng thú và đam mê. Nuts + Bolts được lên sóng vào ngày 3 tháng 8 năm 2017.
Vào ngày 29 tháng 6 năm 2017, Tyler cho ra mắt bài hát "Who Dat Boy" kết hợp cùng nam rapper A$AP Rocky trên kênh YouTube mới của mình. Tối hôm đó, anh phát hành "Who Dat Boy" và "911 / Mr. Lonely" với sự góp giọng của Steve Lacy, Frank Ocean và Anna of the North trên các nền tảng nhạc số. Vào ngày 6 tháng 7 năm 2017, Tyler chính thức công bố tên, danh sách bài hát và ngày phát hành album thứ tư, Flower Boy  là vào ngày 21 tháng 7 năm 2017. Một số đĩa đơn sau đó gồm "Boredom" và "I Ain't Got Time!" cũng được phát hành. Album được ra mắt trên iTunes, Spotify và các nền tảng âm nhạc khác. Vào 14 tháng 9 năm 2017, Tyler, the Creator công bố show truyền hình thứ ba của mình, The Jellies. Show được công chiếu vào ngày 22 tháng 10 năm 2017.
Flower Boy nhận về vô số lời khen ngợi từ các nhà phê bình và mang lại cho Tyler đề cử Grammy thứ hai trong sự nghiệp tại Lễ trao giải Grammy lần thứ 60, sau lần góp mặt trong danh sách Album của năm (2013) với album Channel Orange của Frank Ocean, nhưng giải thưởng đã thuộc về Kendrick Lamar với album Damn.
29 tháng 3 năm 2018, Tyler cho ra mắt "Okra", cùng một số bản freestyle và remix của các ca khúc khác. Tyler gọi nó là "hàng bỏ đi", ngụ ý rằng ca khúc sẽ không nằm trong album sắp tới nào, cũng như không liên quan đến những dự án âm nhạc nào trong tương lai. Vào 22 tháng 5, 2018, anh tiếp tục cho ra mắt "435". Vào 23 tháng 7 2018, Tyler cùng A$AP Rocky công bố dự án hợp tác mang tên WANG$AP qua việc phát hành MV bài hát "Potato Salad" nằm trong đĩa "AWGE DVD (Vol. 3)" thuộc AWGE, cơ quan chủ quản của A$AP Rocky. "Potato Salad" là track nhạc được phối lại từ ca khúc "Knock Knock" của nữ ca sĩ Monica.

### 2019–2023:Igor vàCall Me If You Get Lost

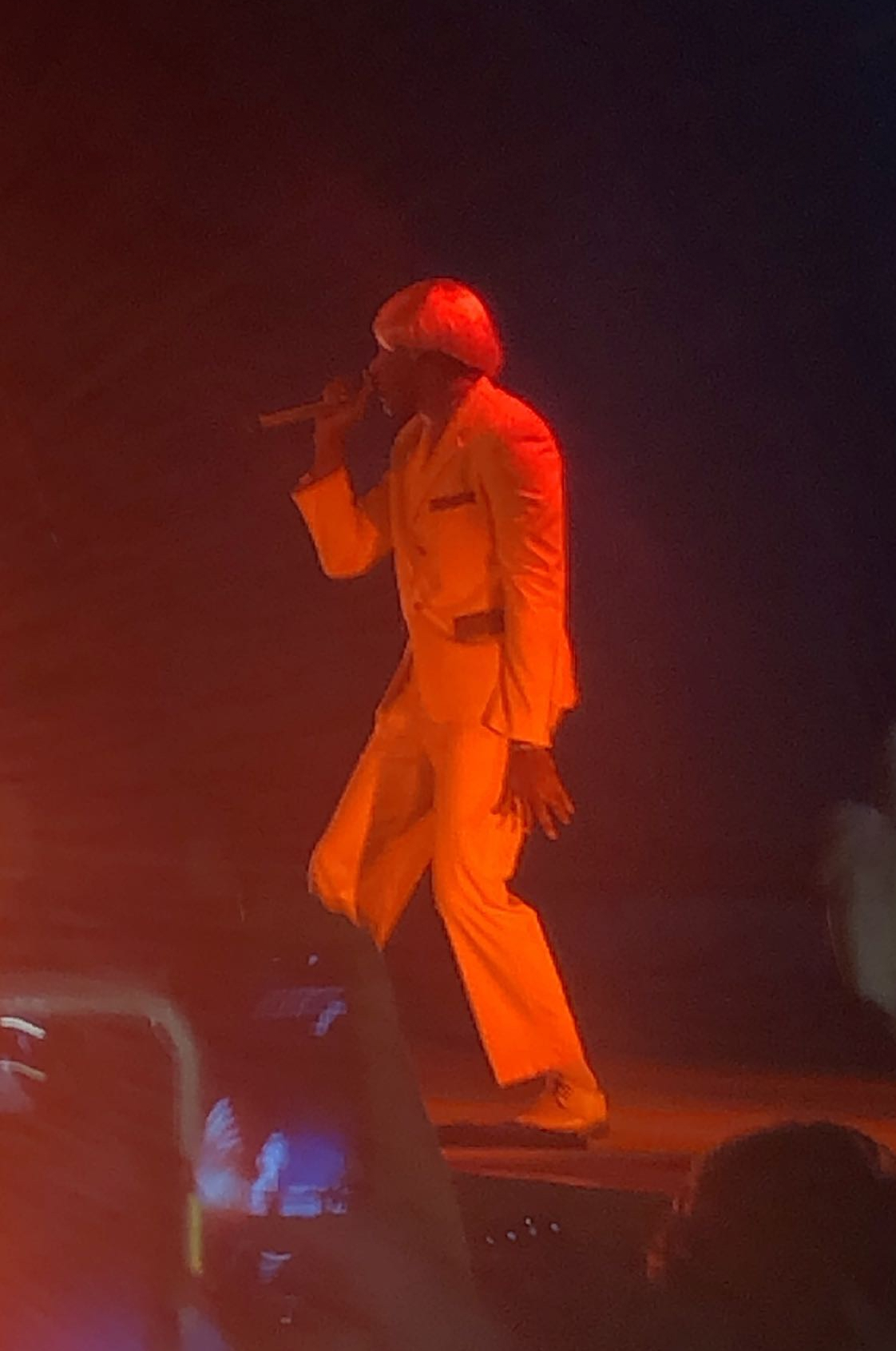
Okonma trình diễn tại Pittsburgh vào năm 2019.

Vào ngày 6 tháng 5 năm 2019, Tyler đăng tải hai đoạn video ca nhạc ngắn trên trang cá nhân. Trong video, Tyler nhảy nhót với bộ tóc giả màu vàng cùng trang phục sặc sỡ. Trên trang cá nhân, anh cũng đăng tải nhiều bức ảnh và video với kiểu trang phục tương tự. Không lâu sau, anh chính thức công bố album phòng thu thứ năm với tựa đề Igor, phát hành ngày 17 tháng 5.
Igor nhận được nhiều đánh giá cao từ giới phê bình và đứng đầu bảng xếp hàng Billboard 200 tại Mỹ, trở thành album đầu tiên của Tyler giành được vị trí này. Bài hát "EARFQUAKE" nằm trong album đạt vị trí thứ 13 trên bảng xếp hạng Billboard Hot 100. Vào 23 tháng 12 năm 2019, Tyler cho phát hành hai bài hát, "BEST INTEREST" và "GROUP B", trong đó "BEST INTEREST" là ca khúc được Tyler gạt khỏi album Igor. Igor đã giành giải "Album nhạc Rap xuất sắc nhất" (Best Rap Album) tại Lễ trao giải Grammy lần thứ 62.
Tyler đã chiến thắng giải Grammy đầu tiên trong sự nghiệp cho Igor vào 26 tháng 1 năm 2020. Tyler cho rằng dù anh cảm thấy "rất biết ơn" vì giải thưởng này nhưng việc cho rằng album của anh thuộc thể loại rap là một "lời khen trái chiều". "Thật tệ mỗi khi chúng tôi - ý là những người như tôi - làm nhứng thứ mang tính đa thể loại thì họ luôn cho rằng đó là nhạc rap hay nhạc urban. Tôi chẳng thích từ "urban" đó. Chỉ là một cách lươn lẹo để gọi tôi là "mọi đen" (n-word) thôi." Tyler cũng nói rằng anh muốn được công nhận ở một mức độ cao hơn thay vì cứ mãi bị xếp vào thể loại "nhạc đô thị".

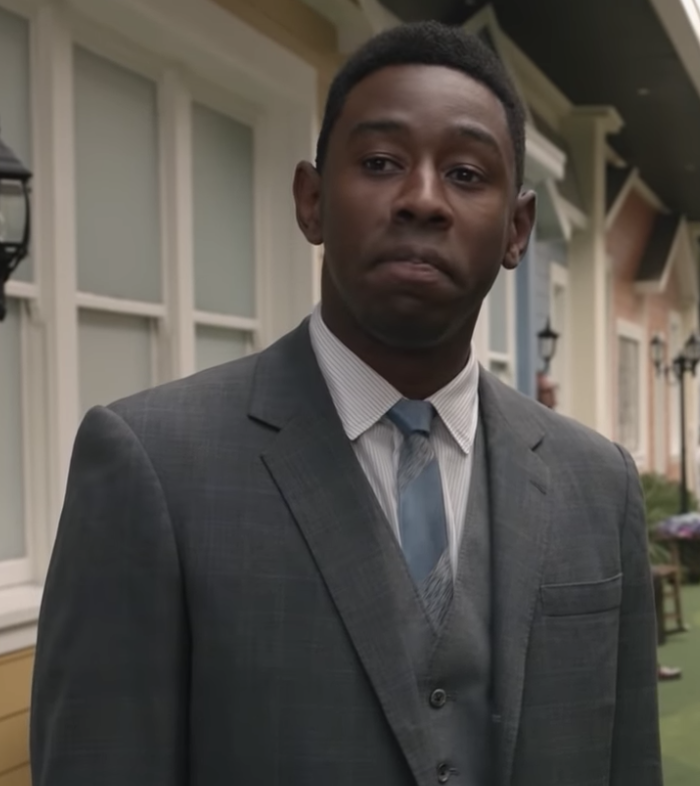
Tyler vào vai Cornell trong sê-ri hài kịch Kidding vào năm 2020.

Với album phòng thu thứ sáu của mình, Call Me If You Get Lost, Tyler đã cho treo các bảng quảng cáo tại nhiều thành phố lớn trên toàn thế giới đi kèm số điện thoại đặc biệt. Khi gọi, người gọi sẽ nghe được những đoạn âm thanh hoặc cuộc trò chuyện giữa Tyler và mẹ anh. Đoạn ghi âm sau đó cũng nằm trong album với tựa đề "Momma Talk". Không lâu sau, người hâm mộ cũng phát hiện một trang web cùng tên. Đĩa đơn chính của album, "LUMBERJACK", được ra mắt vào ngày 16 tháng 6. Ngày hôm sau, Tyler đăng tải bìa album và xác nhận ngày phát hành là 25 tháng 6. Sau khi phát hành, album nhận được sự hoan nghênh nhiệt liệt của giới phê bình và đứng đầu bảng xếp hạng Billboard 200 của Mỹ, biến nó trở thành album thứ hai của Tyler đạt vị trí quán quân trên bảng xếp hạng này.
Show diễn thời trang Louis Vuitton Thu-Đông năm 2022 được tổ chức tại Carreau du Temple, Paris là một trong những show thời trang cuối cùng của nhà thiết kế quá cố và giám đốc sáng tạo của Louis Vuitton, Virgil Abloh. Tyler, the Creator là người đảm nhiệm phần âm nhạc của show diễn, cùng sự dàn dựng của Arthur Verocai và Gustavo Dudamel đóng vai trò chỉ huy dàn nhạc Chineke! Orchestra.
Vào ngày 25 tháng 3 năm 2022, Tyler góp mặt trong hai bài hát nằm trong album I Know Nigo! của nhà thiết kế thời trang, DJ người Nhật Bản Nigo: "Lost and Found Freestyle 2019" (kết hợp cùng A$AP Rocky) và "Come On, Let's Go".
Call Me If You Get Lost đã mang về cho Tyler giải Album nhạc Rap xuất sắc nhất (Best Rap Album) vào Lễ trao giải Grammy lần thứ 64.
Vào 27 tháng 3 năm 2023, Tyler tiếp tục thông báo kế hoạch ra mắt album Call Me If You Get Lost: The Estate Sale qua MV đĩa đơn "DOGTOOTH". Đây là đĩa nhạc gồm các bài hát vốn thuộc album Call Me If You Get Lost nhưng về sau bị loại. Trên trang Twitter, anh cho biết: "Call Me If You Get Lost là album đầu tiên mà tôi thực hiện rất nhiều bài hát không lọt vào thành phẩm cuối." Vào 29 tháng 3 năm 2023, "Sorry Not Sorry" được ra mắt.
The Estate Sale chính thức phát hành vào 31 tháng 3 năm 2023 cùng MV bài hát "WHARF TALK".

### 2024–nay:ChromakopiavàDon't Tap the Glass
Ngày 13 tháng 4 năm 2024, Tyler biểu diễn với vai trò nghệ sĩ chính tại Coachella, kết thúc đêm thứ Bảy bằng một sân khấu hoành tráng với sự góp mặt bất ngờ của Childish Gambino, ASAP Rocky và Kali Uchis, cùng màn song ca "Earfquake" với Charlie Wilson. Anh mở đầu bằng màn phá vỡ bức tường của một chiếc xe moóc giả với hiệu ứng cháy nổ, sau đó trình diễn những ca khúc trải dài khắp sự nghiệp. Giới phê bình nhận xét buổi diễn là một “màn trình diễn mãn nhãn, đầy kịch tính”, và “một lời nhắc tuyệt vời về sức hút của một biểu tượng văn hóa ngầm”.
Ngày 16 tháng 10 năm 2024, Tyler công bố tên album tiếp theo là Chromakopia thông qua một video teaser có tên "St. Chroma". Năm ngày sau, vào 21 tháng 10, anh phát hành đĩa đơn "Noid". Album chính thức được phát hành vào ngày 28 tháng 10. Ngay sau đó, Tyler mang album này đi diễn tại một số địa điểm nhỏ và các buổi diễn ngoài trời. Anh cũng biểu diễn tại lễ hội Camp Flog Gnaw Carnival lần thứ 10 vào ngày 16 tháng 11. Ngày 23 tháng 10, Tyler công bố chuyến lưu diễn thế giới thứ bảy – Chromakopia: The World Tour – để quảng bá cho album. Tour khởi hành vào ngày 4 tháng 2 năm 2025 tại Saint Paul và dự kiến kết thúc vào ngày 21 tháng 9 năm 2025 tại Quezon City. Lil Yachty và nhóm Paris Texas sẽ tham gia mở màn tour diễn.
Hơn chín tháng sau ngày phát hành Chromakopia, Tyler bất ngờ cho ra mắt album phòng thu thứ chín Don't Tap the Glass vào ngày 21 tháng 7 năm 2025.

## Phong cách nghệ thuật

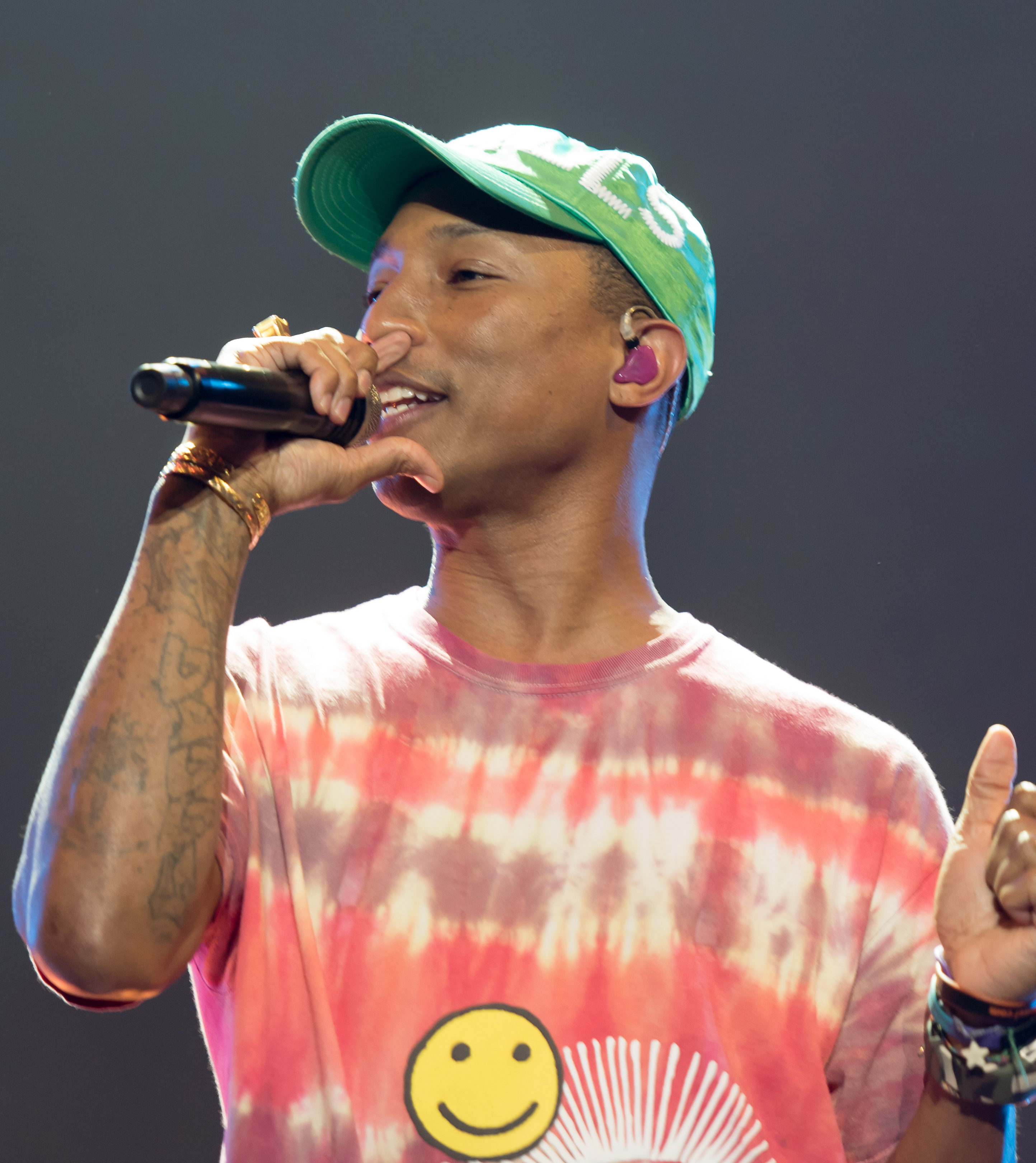
Pharrell là một trong những nguồn cảm hứng lớn nhất của Tyler.

Thời điểm Tyler gây dựng tiếng tăm của mình qua internet và dưới tư cách thủ lĩnh của nhóm hip-hop Odd Future, các sản phẩm âm nhạc do anh tự sản xuất đã tạo dấu ấn vì giai điệu mang âm hưởng của Pharrell Williams những năm 2000s, thời kỳ Pharrell còn hoạt động cùng N.E.R.D và The Neptunes, điều mà Tyler xem là nguồn cảm hứng lớn nhất của mình. Yếu tố kinh dị và tội phạm xuyên suốt các sản phẩm đầu tay của Tyler - mixtape Bastard và album Goblin, chịu nhiều ảnh hưởng từ Eminem, đặc biệt là album Relapse (2009). Đây cũng là một trong những album yêu thích của Tyler. Khi được hỏi về lý do đề cập những vấn đề nhạy cảm trong lời bài hát, Tyler trả lời rằng "chúng đâu hề phản cảm" và "tôi chỉ muốn chọc tức bọn da trắng"."
Tính "hư vô" và đen tối trong những sản phẩm đầu tay của anh đã nhận về những lời chỉ trích nặng nề từ cộng đồng nghe nhạc trực tuyến vì nội dung gây sốc bao gồm hiếp dâm và giết người. Trong MV bài hát "Yonkers" có phân cảnh Tyler ăn sống một con gián và rồi tự tử đã gây nhiều tranh cãi trên các phương tiện truyền thông. Rapper nổi tiếng Kanye West đăng tải trên trang Twitter cá nhân, gọi đây là "video của năm 2011".
Với tư cách thủ lĩnh của Odd Future đầu những năm 2010, nhóm nhanh chóng tạo được sự chú ý từ giới truyền thông và internet, thậm chí còn được so sánh với nhóm hip-hop huyền thoại Wu-Tang Clan vì sự nổi loạn, không tuân theo bất cứ quy chuẩn nào. Tuy nhiên, Tyler ngay lập tức phủ nhận sự so sánh trên: "Bọn tôi hoàn toàn khác". Việc thực hiện các sản phẩm mang đầy tính tự phát, "DIY" của nhóm đã tác động mạnh đến nền hip-hop bằng việc phát hành các nội dung bất cứ lúc nào họ muốn qua các nền tảng như YouTube, Tumblr hay MySpace, góp phần tạo cảm hứng cho các nghệ sĩ khác thay đổi hướng đi sự nghiệp.
Odd Future và Tyler cũng tạo ảnh hưởng lớn tới ngành thời trang qua việc phổ cập phong cách thời trang đường phố đầy màu sắc từ các thương hiệu Supreme và Converse và chính thương hiệu do chính nhóm sáng lập, "Golf Wang". Tyler cũng góp phần phổ biến phong trào trượt ván và đạp xe khi người ta thường xuyên thấy anh cưỡi xe đạp BMX hoặc ván trượt quanh thành phố Los Angeles. Các thành viên trong nhóm như Frank Ocean hay Earl Sweatshirt đều có sự nghiệp thành công. Một số thành viên còn thành lập nhóm nhạc mới như Syd và Steve Lacy (The Internet), Hodgy Beats và Left Brain (MellowHype)...

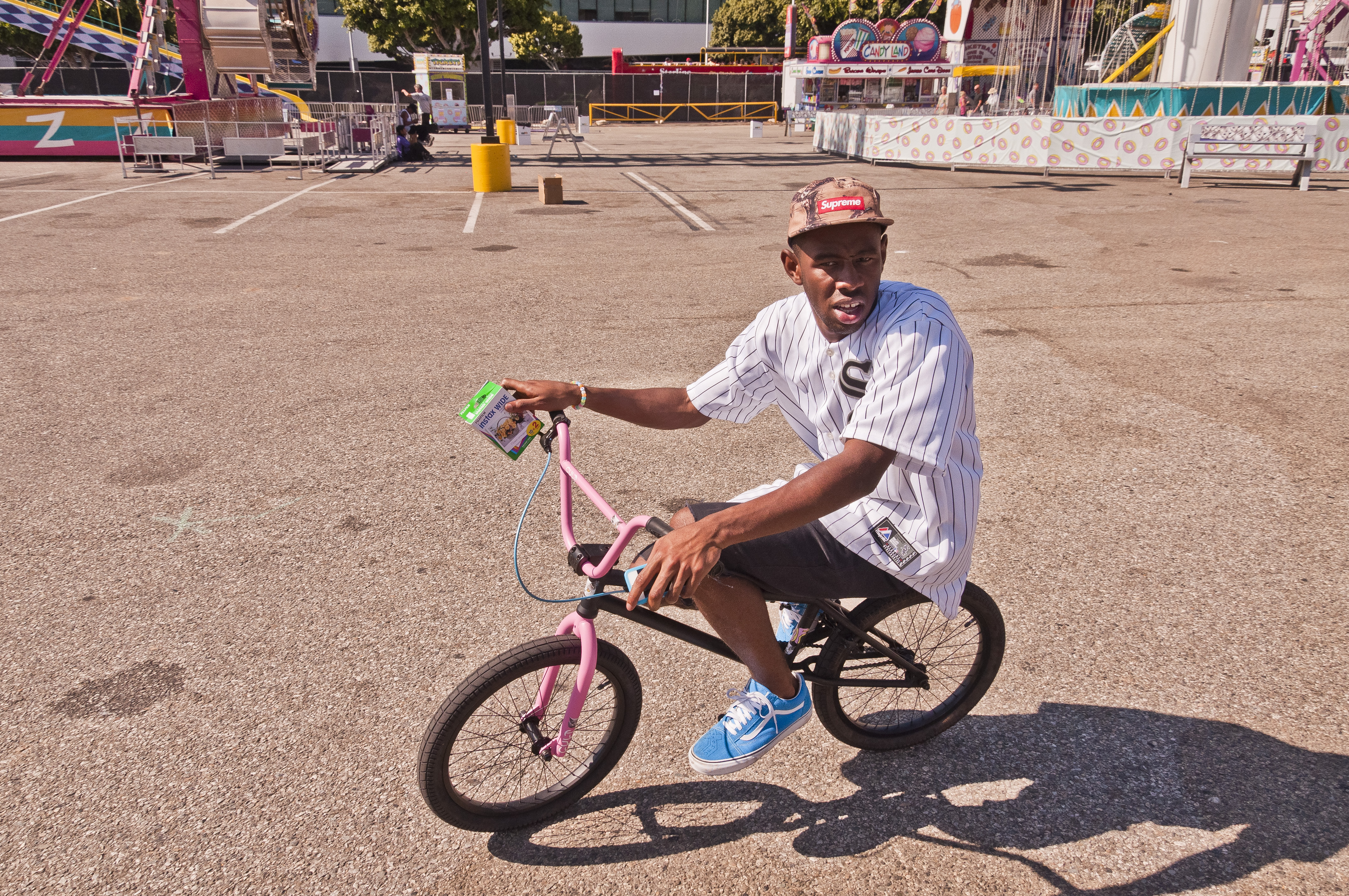
Tyler vào tháng 9 năm 2012.

Kể từ khi phát hành album phòng thu thứ hai, Wolf, các nhà phê bình nhận thấy âm nhạc của Tyler đã có sự thay đổi khi anh mạo hiểm tạo ra những giai điệu dễ nghe, dễ tiếp cận bằng việc kết hợp các thể loại jazz, R&B, soul hay hợp tác cùng các nghệ sĩ như Erykah Badu, Charlie Wilson hay Frank Ocean. Lời bài hát của Tyler cũng mang nhiều tính gần gũi hơn, đơn cử như trong "Answer", anh nói về việc bị cha mình bỏ rơi, hay "Lone" như một lời tự sự khi nam rapper hay tin bà anh qua đời.
Tuy nhiên, album tiếp theo của anh, Cherry Bomb, đã nhận về những phản ứng trái chiều từ người hâm mộ và giới phê bình vì tính thể nghiệm của nó. Tờ The Medium phân tích: "(Cherry Bomb) chính là album báo hiệu sự thay đổi và là sự mở đường cho những Flower Boy và IGOR về sau, qua cung cách sản xuất và lời nhạc của Tyler." Trong giai đoạn này, Tyler cũng tạm ngưng hoạt động với Odd Future và ký hợp đồng với hãng thu âm Columbia Records.
Album thứ tư của Tyler, Flower Boy "đã khởi đầu một kỷ nguyên mới - một sự khác biệt, rời xa những ca từ phản cảm, chủ đề đen tối đã từng định hình nên những tác phẩm của anh trước đây". Igor, album giành giải Grammy đầu tiên của Tyler là một album đậm màu cá nhân về "hành trình đầy xúc cảm của gã lập dị trong một mối tình tay ba", còn với Call Me If You Get Lost, giải Grammy thứ hai của anh, là album lấy chủ đề "nhân cách của 'Tyler Baudelaire' - một quý ông lịch thiệp, hay đi du lịch và có gu nghệ thuật cao". Bộ ba sản phẩm mới nhất này đã đưa Tyler trở thành một trong những nghệ sĩ thành công và được đánh giá cao nhất thập kỷ. Trong bài phát biểu khi được nhận Giải thưởng Ảnh hưởng Văn hóa (Cultural Influence Award) tại BET Awards, Tyler đã thể hiện sự biết ơn tới những thế hệ đi trước: rapper Q-Tip, André 3000, nhà sản xuất âm nhạc Chad Hugo, Kanye West, nữ rapper Missy Elliott, Busta Rhymes, và đạo diễn Hype Williams.
Ngoài lĩnh vực âm nhạc, Tyler ghi dấu ấn trong ngành thời trang với Golf Le Fleur, thương hiệu thời trang cao cấp "mang đậm phong cách chu du thế giới trong album mới nhất, Call Me If You Get Lost".

## Đời tư
Tyler đam mê trượt ván từ năm 2002 và sưu tập xe đạp BMX. Anh tự nhận bản thân là một người vô thần. Tyler mắc bệnh hen suyễn, và từng bị phát hiện sử dụng ống hít trợ thở inhaler trên sân khấu. Vì vậy, anh đã duy trì một lối sống lành mạnh.

### Giới tính
Đã có nhiều lời đồn đoán về giới tính của Tyler qua lời bài hát do anh viết hay qua các bài phỏng vấn về việc anh từng có mối quan hệ đồng giới hay cảm thấy bị hấp dẫn bởi người đồng giới. Trong buổi phỏng vấn với tờ Rolling Stone vào năm 2015, anh miêu tả bản thân "gay vãi đạn" (gay as fuck) và nói rằng "Bạn bè tôi quá quen với việc tôi gay rồi. Họ chẳng thèm quan tâm luôn." (My friends are so used to me being gay. They don't even care). Vào năm 2017, trong một cuộc phỏng vấn với Noisey, Tyler nói rằng anh đã có bạn trai lúc 15 tuổi. Trong cuộc phỏng vấn vào năm 2018 với tờ Fantastic Man, khi đang bàn luận về lời bài hát trong bài hát I Ain't Got Time! nằm trong album Flower Boy "I've been kissing white boys since 2004" (tạm dịch: Tao từng hôn mấy tên da trắng hồi 2004), và bàn về phản ứng của công chúng, Tyler nói "Vấn đề này vẫn chưa rõ ràng với người ta, còn tôi thấy bình thường. Dù ngoài kia tôi ồn ào, tôi vẫn cách biệt. Quả là một sự tương phản kỳ cục."
Nhiều người cho rằng album Igor nói về mối quan hệ lãng mạn giữa Tyler và một người đàn ông lưỡng tính bí ẩn. Trong bài "Wilshire" thuộc album Call Me If You Get Lost có câu: "I could fuck a trillion bitches every country I done been in / Men or women, it don't matter, if I seen 'em, then I had 'em'" (tạm dịch: Tao có thể làm tình với cả triệu cả tỷ con điếm ở mọi nơi tao tới / Trai hay gái, mặc kệ, tao gặp là tao chơi). Bài "Sorry Not Sorry" trong bản deluxe của album có đoạn: "Sorry to the guys I had to hide/Sorry to the girls I had to lie to" (tạm dịch: Xin lỗi những chàng trai tôi buộc phải che giấu / Xin lỗi những cô gái tôi buộc phải nói dối), ám chỉ việc anh phải che giấu những người tình đồng giới trước công chúng.
Tyler từng bị chỉ trích do thường xuyên sử dụng những lời lẽ miệt thị người đồng tính, đặc biệt là từ "faggot" (từ lăng mạ người đồng tính và chuyển giới) trong lời bài hát hay trên trang Twitter cá nhân. Anh phủ nhận cáo buộc kỳ thị người đồng tính, nói rằng: "Tôi không phải homophobic (người kỳ thị đồng giới). Tôi chỉ đang nói về mấy thứ ngu ngốc thôi," và, "Tôi không phải homophobic. Tôi chỉ nghĩ từ faggot làm tổn thương người ta." Tuy nhiên, trong buổi phỏng vấn với MTV về vấn đề này, anh nói: "À thì, tôi có nhiều fan là người đồng tính và họ không thấy phản cảm, nên tôi không biết. Nếu bạn thấy bị xúc phạm thì là do nó xúc phạm bạn thôi. Nếu bạn gọi tôi là mọi đen, tôi chẳng quan tâm đâu, nhưng đó là tôi. Đối với người ta thì có thể khác; còn tôi thì đếch quan tâm." Tyler cũng công khai ủng hộ Frank Ocean, một thành viên của Odd Future sau khi Frank công khai mối quan hệ với một chàng trai trẻ trong quá khứ. Lời bài hát trong album Flower Boy gây nhiều suy đoán rằng Tyler đã thừa nhận mình là người đồng tính, đơn cử như trong các ca khúc "Foreword", "Garden Shed", và "I Ain't Got Time!"

### Vấn đề pháp lý
Vào ngày 22 tháng 12 năm 2011, Tyler bị bắt do cáo buộc đập phá thiết bị trong một show diễn tại Nhà hát Roxy ở Tây Hollywood. Fan hâm mộ đã quay được đoạn video có cảnh Tyler ném microphone vào người một kỹ sư âm thanh. Tyler sau đó đã trả 8000 USD tiền bồi thường thiệt hại cho Nhà hát Roxy.
Vào ngày 15 tháng 3 năm 2014, Tyler bị bắt tại Austin, Texas vì kích động bạo loạn sau khi kêu gọi fan hâm hộ vượt rào an ninh tại Lễ hội âm nhạc South by Southwest (SXSW). Vì sự việc này, Tyler có nguy cơ đối mặt với một năm tù giam và khoản phạt 4000 USD. Luật sư của Tyler, Perry Minton, cho rằng cáo buộc bạo loạn đã bị thổi phồng quá mức và gây lan truyền những hiểu lầm về thân chủ của ông, người chưa từng bị bắt giữ lần nào trước đó. Những cáo buộc này về sau đã bị dỡ bỏ.
Vào 26 tháng 8 năm 2015, Tyler cho biết anh đã bị cấm nhập cảnh vào Vương quốc Anh trong vòng ba tới năm năm, buộc anh hủy bỏ kế hoạch lưu diễn quảng bá cho album Cherry Bomb. Quản lý của Tyler, Christian Clancy cho biết họ nhận được thông báo về lệnh cấm qua lá thư từ Bộ trường Bộ Nội vụ nước Anh lúc bấy giờ là bà Theresa May. Lý do của lệnh cấm xuất phát từ phần lời của mixtape Bastards được anh ra mắt vào năm 2009, dù Tyler đã lưu diễn nhiều lần ở Anh kể từ khi mixtape phát hành. Tyler sau đó cho biết mình bị đối xử như "quân khủng bố" và ẩn ý rằng lệnh cấm có liên quan tới vấn đề chủng tộc khi cho rằng "họ không thích việc con cái họ thần tượng một người da màu". Theo BBC, lệnh cấm có thể đã được dỡ bỏ vào tháng 2 năm 2019, cùng thời điểm với lịch trình show diễn tại London để quảng bá cho album Igor. Tuy nhiên, show diễn buộc phải hủy bỏ vì lý do an ninh. Cảnh sát cho rằng địa điểm tổ chức "quá đông" và "quá ồn ào". Sau khi chiến thắng giải Nghệ sĩ Nam Solo Toàn cầu (International Male Solo Artist) tại lễ trao giải Brit Awards 2020, Tyler đã nhắc đến lệnh cấm: "Tôi đặc biệt cảm ơn đến nguời mà thực lòng tôi rất quý, người đã khiến tôi không thể đặt chân tới đây năm năm về trước," anh nói. "Tôi biết giờ bà ta chắc đang sôi máu ở nhà. Cảm ơn Theresa May."

### Căng thẳng

#### Eminem
Vào ngày 31 tháng 8 năm 2018, ngày đĩa đơn "Fall" của Eminem ra mắt, nam rapper đã gọi Tyler là một tên "faggot" (từ lóng miệt thị người đồng tính) và cho rằng Tyler nhắc đến chuyện giới tính trong các bài hát của mình chỉ để thu hút sự chú ý. Eminem cũng công kích việc Tyler từng chỉ trích đĩa đơn "Walk On Water" và album Shady XV (2014) của mình. Sau khi bị công chúng phản ứng dữ dội vì lời bài hát của mình, Eminem đã trả lời trong buổi phỏng vấn với Sway: "Tôi nghĩ những lời lẽ của tôi về cậu ta (Tyler) là một trong những thứ vượt quá giới hạn. Vốn dĩ chỉ nhắm tới cậu ta, nhưng rồi tôi nhận ra tôi đang động chạm tới rất nhiều người khác. Đây là điều tôi không còn muốn đề cập nữa. Thật không hay chút nào". Phỏng vấn với tờ The Guardian, Tyler phản hồi: "[Câu rap trong "Fall"] chẳng sao cả. Mấy người có nghe tôi đề cập về nó bao giờ chưa? Tôi thừa hiểu vấn đề. Anh ta cảm thấy áp lực vì người khác bị xúc phạm vì tôi. Bọn tôi đang chơi game Grand Theft Auto thì nghe được đoạn đó. Bọn tôi tua lại, [nhún vai] rồi chơi tiếp".

#### DJ Khaled
Vào tháng 6 năm 2019, khi Igor đạt vị trí quán quân trên bảng xếp hạng Billboard 200, vượt mặt album "Father of Asahd" của DJ Khaled, nam DJ đã đăng tải một đoạn video lên trang Instagram cá nhân, chỉ trích âm nhạc của Tyler: "Tôi làm ra album để ai cũng nghe được và bạn cũng nghe được. [Nếu] đang lái xe, bạn thấy xe bên cạnh bật bài đó; tới tiệm cắt tóc, người ta bật bài đó [hay] bật đài lên, đài đang phát bài đó. Đó mới là nhạc hay. Đó mới gọi là album mà người ta "nghe" được. Chứ không phải cái thứ nhạc khó hiểu (mysterious music) cả đời chẳng ai thèm nghe". Video đã bị xóa ngay sau đó.
Ngày 6 tháng 8 năm 2021, Tyler đã đề cập đến căng thẳng giữa anh và DJ Khaled trên đài Hot 97, nói rằng anh "thích nhìn thấy cảnh có kẻ chết trong lòng vì để thua mấy thằng lập dị". Tyler cũng cho rằng nam DJ cần "tập làm quen với chuyện này vì danh tiếng của gã chỉ nhờ vào việc đứng đầu bảng và rồi khi không đạt được vị trí mong muốn, chuyện đó sẽ làm gã bận tâm trong thời gian dài. Riêng tôi, tôi đã vượt qua được." Tyler đã nhiều lần đề cập đến thứ "âm nhạc khó hiểu" trên trang cá nhân, trong đó có lần anh đăng đàn mỉa mai trên Twitter: "NHẠC KHÓ HIỂU! HA!" ("MYSTERIOUS MUSIC! HA!"), sau khi album Call Me If You Get Lost của anh đạt giải Album nhạc Rap xuất sắc nhất (Best Rap Album) tại Lễ trao giải Grammy 2022.
Tờ Rolling Stone đăng tải bài viết về DJ Khaled vào ngày 7 tháng 11 năm 2023, cho biết nam DJ đã bày tỏ mong muốn được hợp tác cùng Tyler, the Creator và khẳng định họ đang có mối quan hệ tốt.

## Danh sách đĩa nhạc
Album phòng thu
- Goblin (2011)
- Wolf (2013)
- Cherry Bomb (2015)
- Flower Boy (2017)
- Igor (2019)
- Call Me If You Get Lost (2021)
- Chromakopia (2024)
- Don't Tap the Glass (2025)

## Lưu diễn

### Trình diễn chính (Headliner)
- Wolf Tour (2013)[155]
- 2014 Tour (2014)[156]
- Cherry Bomb Tour (2015)
- Okaga, CA Tour (2016)[157]
- Flower Boy Tour (2017–2018)[158]
- Igor Tour (2019)
- Call Me If You Get Lost Tour (2022)
- Chromakopia: The World Tour (2025)

### Đồng trình diễn chính (Co-headlining)
- Rocky and Tyler Tour (cùng A$AP Rocky) (2015)[159]

## Sự nghiệp diễn xuất

### Truyền hình
| Năm       | Chương trình                       | Vai trò                 | Ghi chú                                                                                             |  |
| --------- | ---------------------------------- | ----------------------- | --------------------------------------------------------------------------------------------------- |  |
| 2011–2013 | Late Night with Jimmy Fallon       | Bản thân                | 2011: Biểu diễn "Sandwitches" cùng Hodgy Beats 2013: Biểu diễn "Treehome95" cùng Coco O và "Domo23" |  |
| 2011      | When I Was 17                      | Bản thân                | |  |
| 2011      | Workaholics                        | Phụ                     | Tập: "Heist School"                                                                                 |  |
| 2011      | Regular Show                       | Blitz Comet Big Trouble | Lồng tiếng (Tập: "Rap It Up")                                                                       |  |
| 2012      | Punk'd                             | Bản thân                | 2 tập; Mùa 9, tập 2 và 4                                                                            |  |
| 2012      | Ridiculousness                     | Bản thân                | Mùa 2, tập 10: Tyler, The Creator & Taco Bennett                                                    |  |
| 2012      | The Mindy Project                  | Rapper                  | Mùa 1, tập 10: Mindy's Brother                                                                      |  |
| 2012–2014 | Loiter Squad                       | Bản thân                | Đồng sản xuất, soạn nhạc                                                                            |  |
| 2013      | Late Show with David Letterman     | Bản thân                | Biểu diễn "Rusty" cùng Domo Genesis và Earl Sweatshirt                                              |  |
| 2013      | The Arsenio Hall Show              | Bản thân                | |  |
| 2013      | Axe Cop                            | Liborg                  | 2 tập                                                                                               |  |
| 2015      | Black Dynamite                     | Broto                   | Mùa 2, tập 10: "The Wizard of Watts"                                                                |  |
| 2015      | The Eric André Show                | Bản thân                | Mùa 3, tập 8: "Jimmy Kimmel; Tyler, the Creator"                                                    |  |
| 2015      | Tavis Smiley                       | Bản thân                | |  |
| 2017      | The Late Show with Stephen Colbert | Bản thân                | Biểu diễn "911"                                                                                     |  |
| 2017-2019 | The Jellies!                       | Nhiều vai trò           | Sản xuất, soạn nhạc                                                                                 |  |
| 2020      | Kidding                            | Cornell                 | Mùa 2                                                                                               |  |
| 2022      | Big Mouth                          | Chúa Jesus              | Mùa 6, tập 1: The Hookup House                                                                      |  |

### Phim ảnh
| Năm  | Phim            | Vai      | Ghi chú                    |
| ---- | --------------- | -------- | -------------------------- |
| 2022 | Jackass Forever | Bản thân | Khách mời                  |
| 2022 | Jackass 4.5     | Bản thân | Khách mời đặc biệt (Cameo) |

### Đạo diễn

#### MV ca nhạc
| Năm  | Bài hát                                                                              | Nghệ sĩ            | Ghi chú                                             |
| ---- | ------------------------------------------------------------------------------------ | ------------------ | --------------------------------------------------- |
| 2010 | "Bastard"                                                                            | Tyler, the Creator | Bút danh Wolf Haley Đồng đạo diễn cùng Taco Bennett |
| 2010 | "French!" (hợp tác cùng Hodgy Beats)                                                 | Tyler, the Creator | Bút danh Wolf Haley Đồng đạo diễn cùng Taco Bennett |
| 2010 | "VCR"                                                                                | Tyler, the Creator | Bút danh Wolf Haley Đồng đạo diễn cùng Taco Bennett |
| 2011 | "Yonkers"                                                                            | Tyler, the Creator | Bút danh Wolf Haley                                 |
| 2011 | "She" (hợp tác cùng Frank Ocean)                                                     | Tyler, the Creator | Bút danh Wolf Haley                                 |
| 2011 | "Bitch Suck Dick" (hợp tác cùng Jasper Dolphin & Taco)                               | Tyler, the Creator | Bút danh Wolf Haley                                 |
| 2012 | "Rella" (hợp tác cùng Hodgy Beats, Domo Genesis và Tyler, the Creator)               | Odd Future         | Bút danh Wolf Haley                                 |
| 2012 | "NY (Ned Flander)" (hợp tác cùng Hodgy Beats & Tyler, the Creator)                   | Odd Future         | Bút danh Wolf Haley                                 |
| 2012 | "Sam (Is Dead)" (hợp tác cùng Domo Genesis và Tyler, the Creator)                    | Odd Future         | Bút danh Wolf Haley                                 |
| 2012 | "F.E.B.N."                                                                           | Trash Talk         | Bút danh Wolf Haley                                 |
| 2013 | "Domo 23/Bimmer"                                                                     | Tyler, the Creator | Bút danh Wolf Haley                                 |
| 2013 | "Whoa" (hợp tác cùng Tyler, the Creator)                                             | Earl Sweatshirt    | Bút danh Wolf Haley                                 |
| 2013 | "IFHY/Jamba" (hợp tác cùng Pharrell và Hodgy Beats)                                  | Tyler, the Creator | Bút danh Wolf Haley                                 |
| 2013 | "Tamale/Answer"                                                                      | Tyler, the Creator | Bút danh Wolf Haley                                 |
| 2013 | "Glowing"                                                                            | D.A. Wallach       | Bút danh Wolf Haley                                 |
| 2015 | "Fucking Young/Deathcamp"                                                            | Tyler, the Creator | Bút danh Wolf Haley                                 |
| 2016 | "Buffalo/Find Your Wings" (hợp tác cùng Shane Powers, Roy Ayers, Syd, và Kali Uchis) | Tyler, the Creator | Bút danh Wolf Haley                                 |
| 2016 | "Perfect" (hợp tác cùng Kali Uchis và Austin Feinstein)                              | Tyler, the Creator | Bút danh Wolf Haley                                 |
| 2017 | "Who Dat Boy/911" (hợp tác cùng A$AP Rocky)                                          | Tyler, the Creator | Bút danh Wolf Haley                                 |
| 2018 | "Okra"                                                                               | Tyler, the Creator | Bút danh Wolf Haley                                 |
| 2018 | "Potato Salad" (hợp tác cùng A$AP Rocky)                                             | Tyler, the Creator | Bút danh Wolf Haley                                 |
| 2018 | "See You Again / Where This Flower Blooms" (hợp tác cùng Kali Uchis và Frank Ocean)  | Tyler, the Creator | Bút danh Wolf Haley                                 |
| 2019 | "Earfquake"                                                                          | Tyler, the Creator | Bút danh Wolf Haley                                 |
| 2019 | "A Boy Is a Gun"                                                                     | Tyler, the Creator | Bút danh Wolf Haley                                 |
| 2019 | "I Think"                                                                            | Tyler, the Creator | Bút danh Wolf Haley                                 |
| 2019 | "Best Interest"                                                                      | Tyler, the Creator | Bút danh Wolf Haley                                 |
| 2021 | "Lumberjack"                                                                         | Tyler, the Creator | Bút danh Wolf Haley                                 |
| 2021 | "WusYaName" (hợp tác cùng Youngboy Never Broke Again và Ty Dolla Sign)               | Tyler, the Creator | Bút danh Wolf Haley                                 |
| 2021 | "Juggernaut" (hợp tác cùng Lil Uzi Vert và Pharrell Williams)                        | Tyler, the Creator | Bút danh Wolf Haley                                 |
| 2021 | "Corso"                                                                              | Tyler, the Creator | Bút danh Wolf Haley                                 |
| 2021 | "Lemonhead" (hợp tác cùng 42 Dugg và Frank Ocean)                                    | Tyler, the Creator | Bút danh Tyler Okonma                               |
| 2022 | "Come On, Let's Go" (hợp tác cùng Nigo)                                              | Tyler, the Creator | Bút danh Tyler Okonma                               |